# الفن النوعي

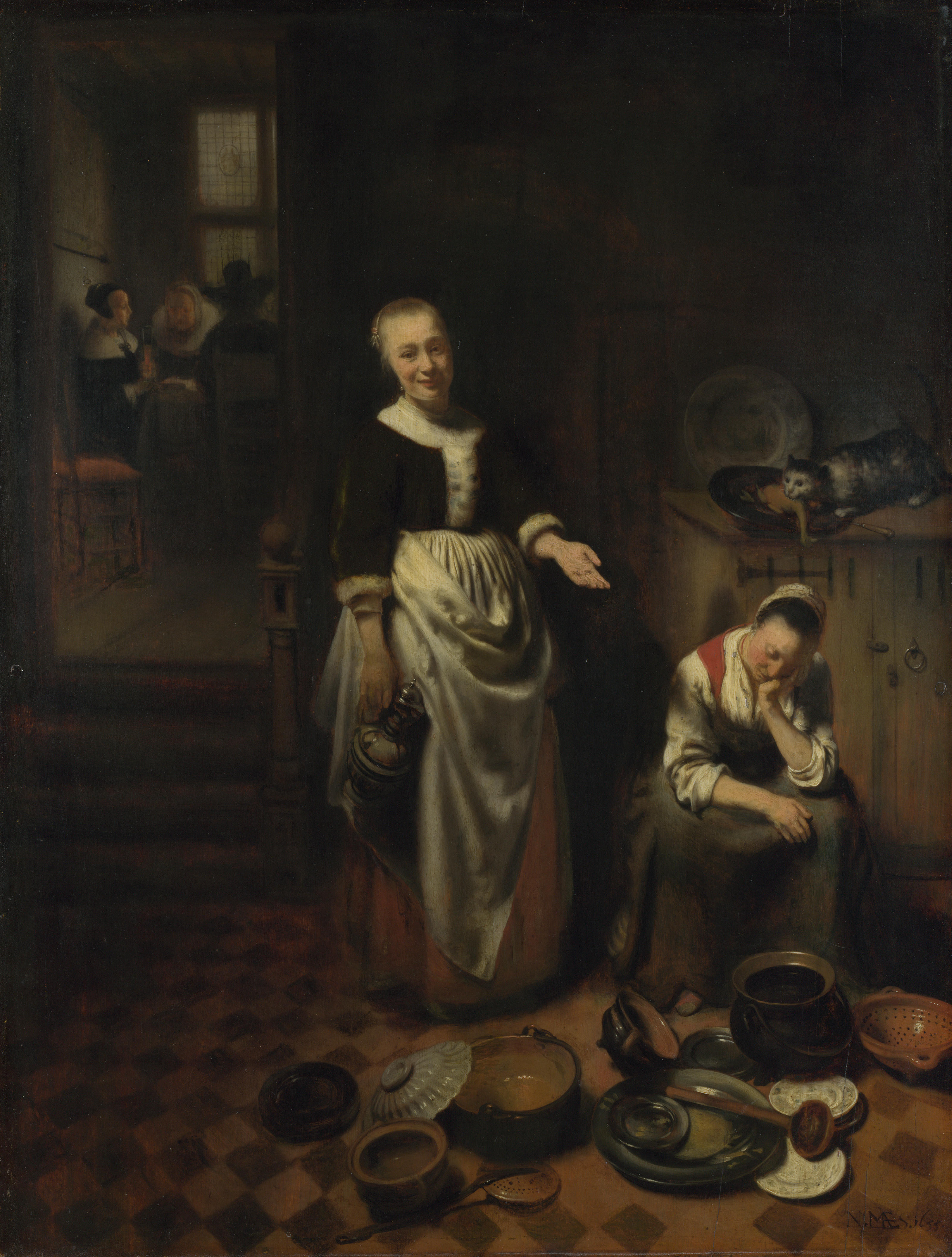
العبد العاطل؛ كانت مشاكل الخادمة موضوع العديد من أعمال نيكولاس ماس.

الفن النوعي أو فن الحياة اليومية أو فن الحياة اليومية للجنس البشري وما يتعلق بها (بالإنجليزية: Genre art)‏هو التمثيل التصويري في أي من الوسائط المختلفة للمشاهد أو الأحداث من الحياة اليومية، مثل الأسواق، والأماكن المحلية، والديكورات الداخلية، والحفلات، ومشاهد النزل، ومشاهد الشوارع. قد تكون هذه التمثيلات (تسمى أيضًا الأعمال النوعية، أو المشاهد النوعية، أو المناظر النوعية) واقعية أو متخيلة أو رومانسية من قبل الفنان. يتفرع الفن النوعي لأشكال مختلفة تبعا للوسط الذي يتمل تمثيله أو نوع العمل المرئي، فيسمى (الرسم النوعي، والمطبوعات النوعية، والصور النوعية، وما إلى ذلك).
من المربك أن المعنى الطبيعي للنوع (بالإنجليزية:Genre)، الذي يغطي أي مجموعة معينة من الوسط الفني وأي نوع من الموضوعات (كما، على سبيل المثال، في الرواية الرومانسية)، يستخدم أيضًا في الفنون البصرية. وبالتالي، يمكن أيضًا استخدام مصطلح أعمال النوع، لا سيما عند الإشارة إلى رسومات العصر الذهبي الهولندي والرسم الفلمنكي الباروكي - الفترات العظيمة لأعمال النوع - كمصطلح شامل للرسم في فئات متخصصة مختلفة مثل اللوحات البحرية الساكنة، والرسم المعماري، والرسم الحيواني، وكذلك مشاهد الأنواع المناسبة حيث يتم التركيز على الشخصيات البشرية. وقد تم تقسيم الرسم إلى تسلسل هرمي للأنواع، مع رسم التاريخ القصصي في القمة، باعتباره الأصعب وبالتالي يعد من الرسومات المرموقة، وتظل الحياة والرسم المعماري في الأسفل. لكن الرسومات القصصية هي نوعية متضمنة في الرسم، وليست من الأعمال النوعية.
على الرغم من تركيزها على الرسم، فإن الفنون النوعية كانت شائعة للغاية في العديد من أشكال الفنون الزخرفية، خاصة من الروكوكو في أوائل القرن الثامن عشر وما بعده وقد زينت الشخصيات الفردية أو المجموعات الصغيرة مجموعة كبيرة من الأشياء مثل الخزف والأثاث وورق الحائط والمنسوجات.

## الرسم النوعي

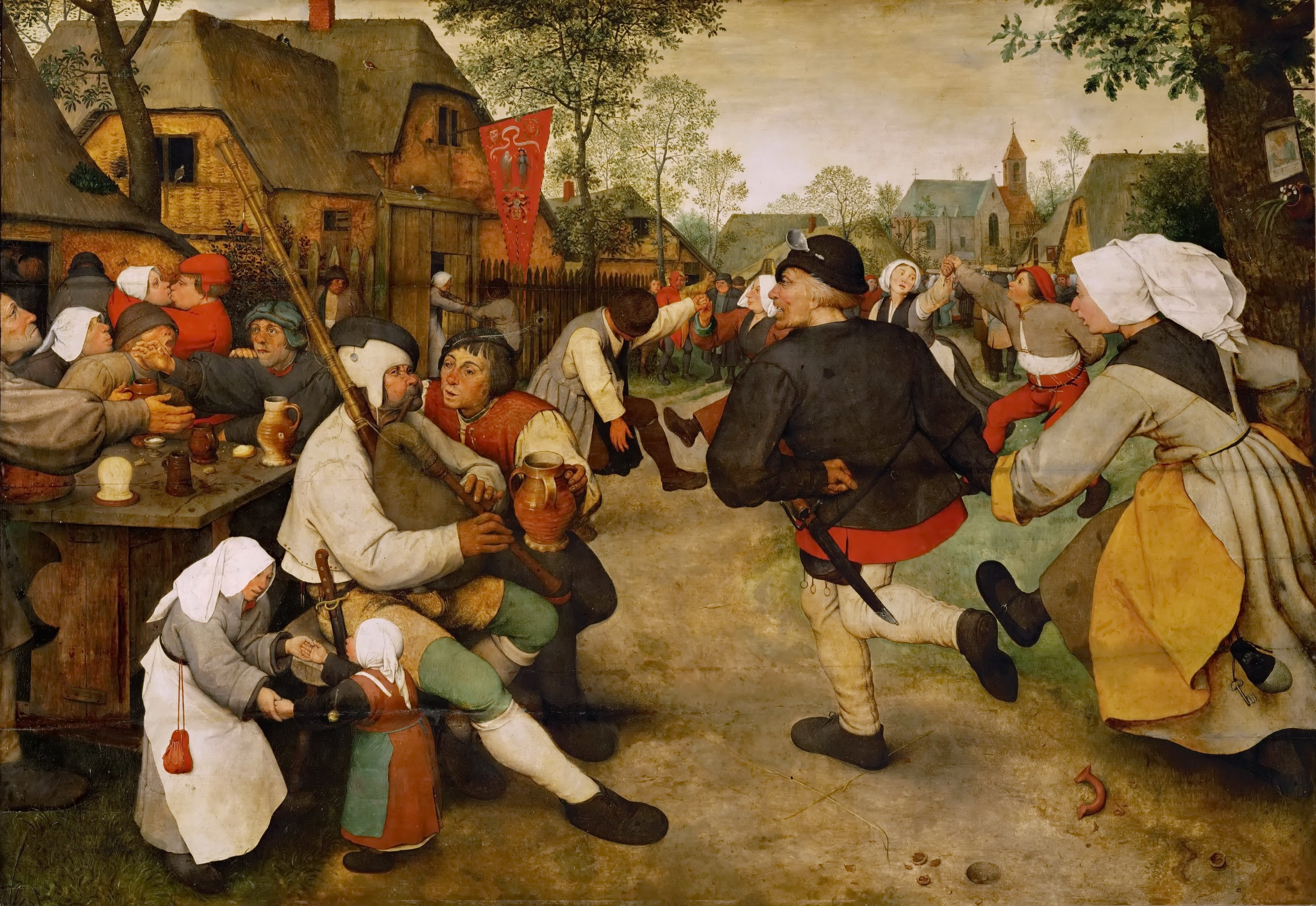
رقصة الفلاحين، ج. 1568، زيت على خشب، بريشة بيتر بروغيل الأكبر

تصور لوحة النوع، والتي تسمى أيضًا مشهد النوع أو النوع الصغير(بالإنجليزية: Petit genre)‏، جوانب الحياة اليومية من خلال تصوير الأشخاص العاديين المنخرطين في أنشطة عادية. أحد التعريفات الشائعة لمشهد النوع هو أنه يُظهر شخصيات لا يمكن ربط أي هوية بها سواء بشكل فردي أو جماعي - وبالتالي التمييز بين لوحة النوع الصغير واللوحات التاريخية (وتسمى أيضًا النوع الكبير) والصور الشخصية. غالبًا ما يُنظر إلى العمل على أنه رسم نوعي حتى لو أمكن إثبات أن الفنان قد استخدم شخصًا معروفًا - أحد أفراد عائلته، على سبيل المثال - كنموذج. في هذه الحالة، سيعتمد الأمر على ما إذا كان من المحتمل أن يكون الفنان قد قصد أن يُنظر إليه على أنه صورة شخصية - وأحيانًا تكون مسألة موضوعية. يمكن أن تكون الصور واقعية أو متخيلة أو رومانسية من قبل الفنان. نظرًا لموضوعها المألوف والعاطفي في كثير من الأحيان، أثبتت اللوحات الفنية في كثير من الأحيان شعبيتها لدى البرجوازية أو الطبقة الوسطى. تظهر موضوعات النوع في جميع التقاليد الفنية تقريبًا. زخارف مرسومة في الحضارة المصرية القديمة على جدران المقابر وغالبا ما تصور المآدب، والترفيه، ومشاهد الزراعية، وقد ذكر بليني الأكبر بيرايكوس كرسام لوحات من الفترة الهلنستية واعتبر أن مواضيع لوحاته «منخفضة الأهمية»، مثل البقاء على قيد الحياة في عدة نماذج من الفسيفساء واللوحات الجدارية ذات الساذجة في بومبيبإيطاليا «مثل محلات الحلاقين وأكشاك الإسكافي والحمير والأكل وما شابه ذلك». غالبًا ما كانت المخطوطات المزخرفة في العصور الوسطى تصور مشاهد من الحياة اليومية للفلاحين، خاصة في جداول الشهور في قسم تقويم كتب الصلوات، وأشهرها كتاب الدوق بيري (Les Tres Riches Heures du Duc de Berry).

### إلى 1800
سيطرت البلدان المنخفضة على المجال حتى القرن الثامن عشر، وفي القرن السابع عشر، أنتجت كل من الرسم الباروكي الفلمنكي واللوحة الهولندية من العصر الذهبي العديد من المتخصصين الذين رسموا في الغالب مشاهد من الرسم النوعي. في القرن الماضي، رسم رسام عصر النهضة الفلمنكي جان ساندرز فان هيمسن مشاهد مبتكرة واسعة النطاق، تتضمن أحيانًا موضوعًا أخلاقيًا أو مشهدًا دينيًا في الخلفية في النصف الأول من القرن السادس عشر. وكانت هذه جزء من نمط من «حركة مانييريزو الفنية» في لوحات أنتويرب، وإعطاء عناصر كانت منخفضة الأهمية سابقا في الخلفية الزخرفية من الصور تركيزا أبرز.قام يواكيم باتينير بتوسيع مناظره الطبيعية، مما جعل الشخصيات عنصرًا صغيرًا، ورسم بيتر أرتسين الأعمال التي يغلب عليها انتشار الأطعمة الساكنة وشخصيات أنواع الطهاة أو الباعة في السوق، مع مشاهد دينية صغيرة في المساحات في الخلفية. جعل بيتر بروغل الأكبر الفلاحين وأنشطتهم، الذين صورو بطريقة طبيعية للغاية، موضوع العديد من لوحاته، وكان الرسم النوعي يزدهر في شمال أوروبا بعد بروغل.
كان كل من ادريان واسحاق فان أوستاد ويان ستيين وادريان بروير وديفيد تنيرز وألبرت سيوب ويوهانس فيرميير وبيتر دي هوخ من بين العديد من الرسامين المتخصصين في موضوعات النوع في البلدان المنخفضة خلال القرن السابع عشر. كان الحجم الصغير عمومًا للوحات هؤلاء الفنانين مناسبًا لعرضها في منازل المشترين من الطبقة الوسطى. غالبًا ما كان موضوع اللوحة ذات النوع يعتمد على شعار شعبي من كتاب الشعارات فهذا كان يعطي اللوحة معنى مزدوجًا، كما هو الحال في كتاب غابرييل ميتسو <i id="mwbg">بائع الدواجن</i>، 1662، حيث يظهر رجل عجوز يعرض ديكًا في وضع رمزي قائم على نقش لجيليس فان برين (1595-1622)، بنفس المشهد. عرضت لوحات الصحبة المرحة (بالإنجليزية الصحبة المرحة) مجموعة من الشخصيات في حفلة، سواء كانوا يعزفون الموسيقى في المنزل أو يشربون فقط في حانة. وأظهرت أنواع أخرى شائعة من المشاهد الأسواق أو المعارض أو احتفالات القرية (كرميس) أو الجنود في المعسكر.

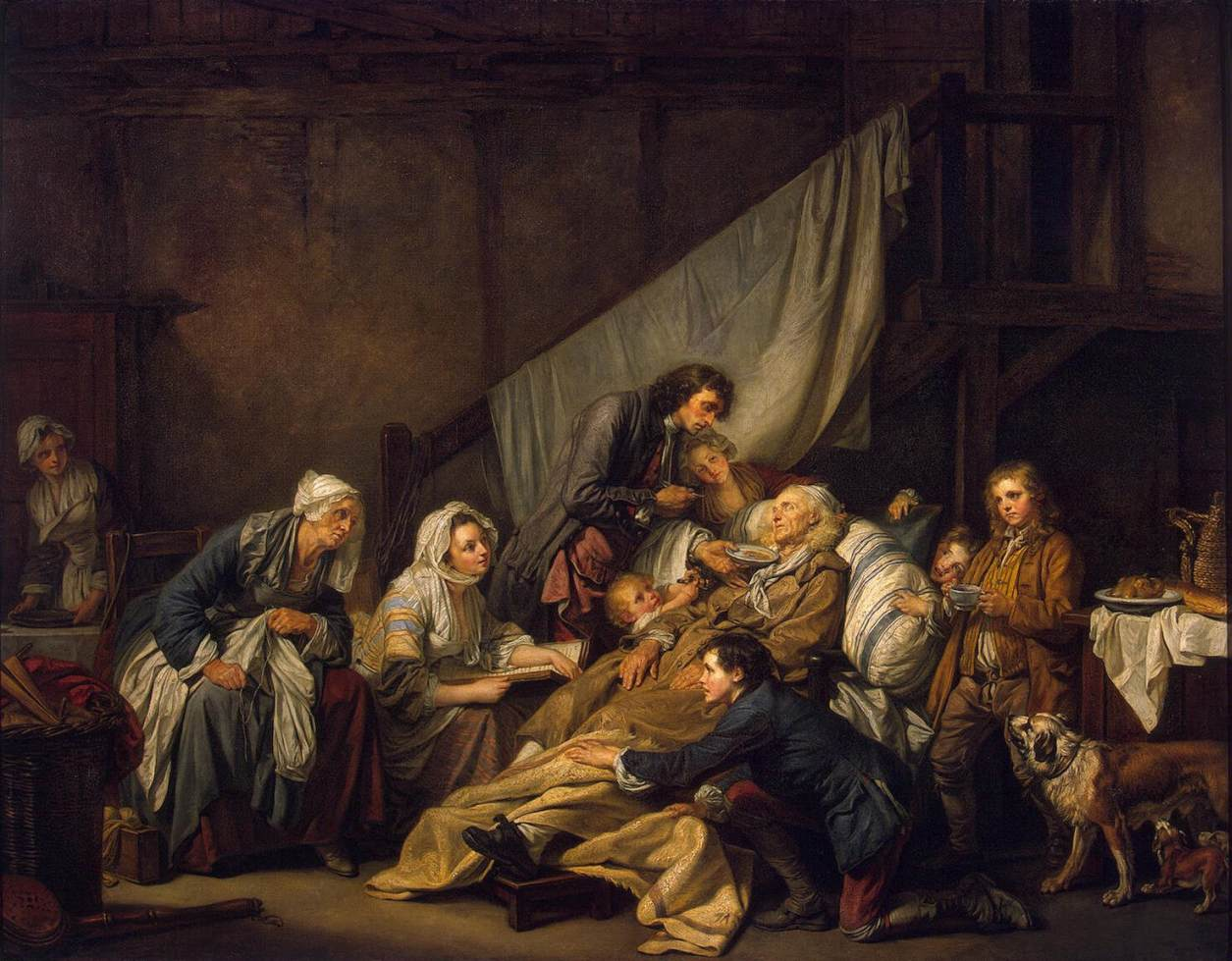
جان بابتيست غريوز، تقوى الوالدين 1765

في إيطاليا، تم تحفيز «مدرسة» الرسم النوعي بوصول الرسام الهولندي بيتر فان لاير إلى روما عام 1625. حصل على لقب «بامبوشيو الثاني» وكان أتباعه يطلقون على أنفسهم بامبوشيانتي، وقد كانت أعمالهم مصدر إلهام لجياكومو سيروتي وأنطونيو سيفروندي وجوزيبي ماريا كريسبي من بين آخرين كثيرين.
لويس لو ناينكان داعية مهمًا للرسم النوعي في فرنسا في القرن السابع عشر، حيث كان يرسم مجموعات من الفلاحين في المنزل، ففي القرن الثامن عشر زاد الاهتمام بتصوير الحياة اليومية، سواء من خلال اللوحات الرومانسية من قبل لاتو وفراغونارد، أو الواقعية الدقيقة لشاردين. رسم جان بابتيست غريوز (1725-1805) وآخرون صورو مجموعات مفصلة وعاطفية إلى حد ما أو صور فردية للفلاحين كانت مؤثرة في لوحات القرن التاسع عشر.
في إنجلترا، نقل ويليام هوغارث (1697-1764) الكوميديا والنقد الاجتماعي والقيم الأخلاقية من خلال اللوحات التي تروي قصصًا لأناس عاديين مليئة بالتفاصيل السردية (بمساعدة عناوين فرعية طويلة)، غالبًا في شكل تسلسلي، كما هو الحال في كتابه جمرة تتقد (بالإنجليزية A Rake's Progress)، رسمت لأول مرة في 1732-1733، ثم نقشت ونشرت في شكل مطبوع عام 1735.
كان لإسبانيا تقليد يسبق كتاب الحب الفاضل للنقد الاجتماعي ونقد التقليد اللاتيني الروماني القديم، الذي مارسه العديد من الرسامين ومزخرفي الكتب. في أوج الإمبراطورية الإسبانية وبداية تراجعها البطيء، والعديد من المشاهد النوعية في الرواية الشطارية كما في الشوارع فضلا عن مشاهد المطبخ المعروفة باسم بوديجون (بالإسبانيةbodegones) رسمت من قبل الفنانين من العصر الذهبي الإسباني، ولا سيما فيلاسكيز (1599-1660) وموريللو (1617-1682). وبعد أكثر من قرن من الزمان، استخدم الفنان الأسباني فرانسيسكو دي جويا (1746-1828) مشاهد من الفن النوعي في الرسم والطباعة كوسيلة للتعليق المظلم على حالة الإنسان. كتابه كوارث الحرب، وهو عبارة عن سلسلة من 82 حادثًا من نوع ما من حرب الإستقلال الإسبانية، حيث أخذ الفن النوع إلى مستويات غير مسبوقة من التعبيرية.

### القرن ال 19

فاسيلي بيروف، الصيادون في راحة (1871)

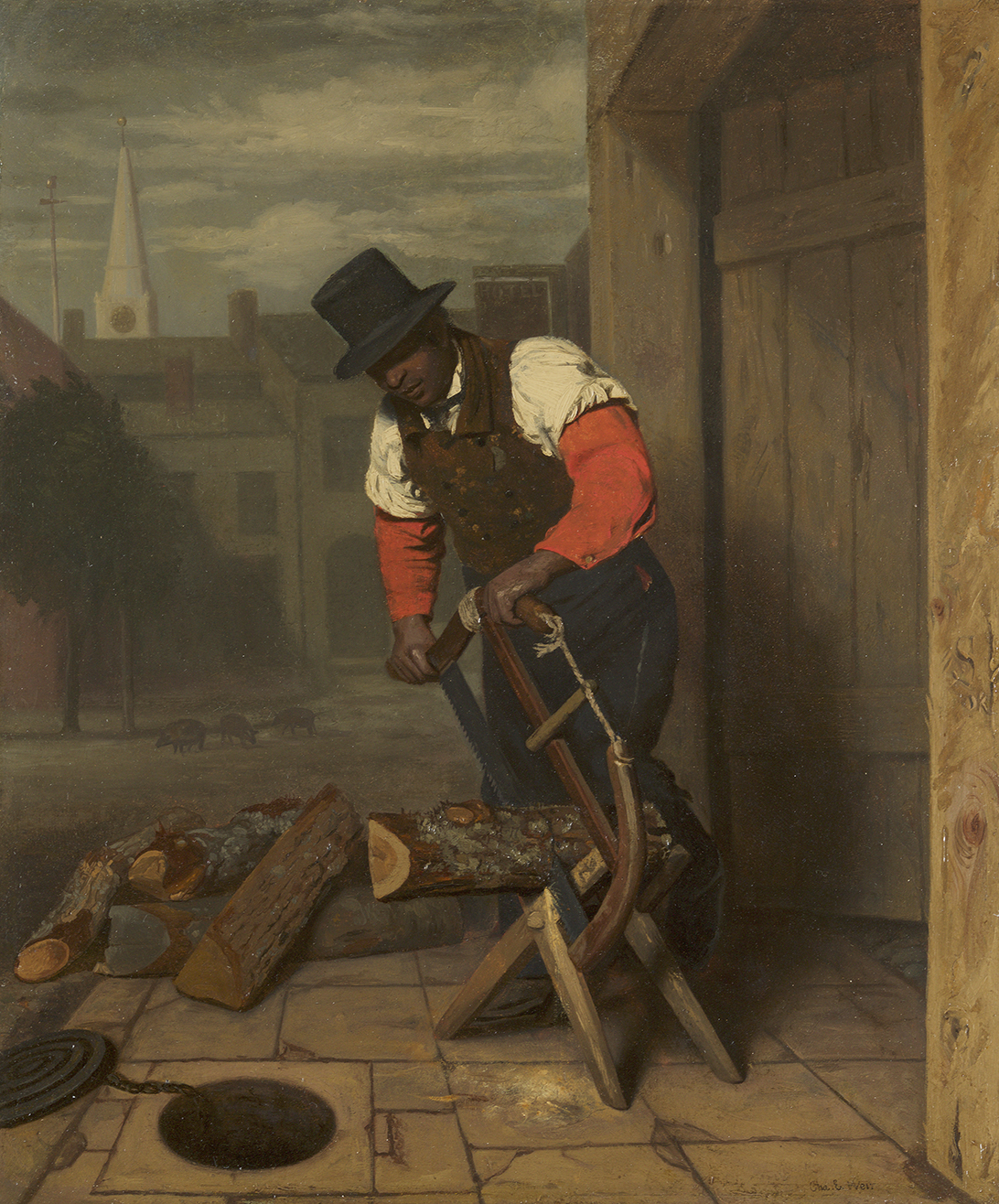
ناشر الخشب، Charles E. Weir متحف متروبوليتان للفنون، 1842

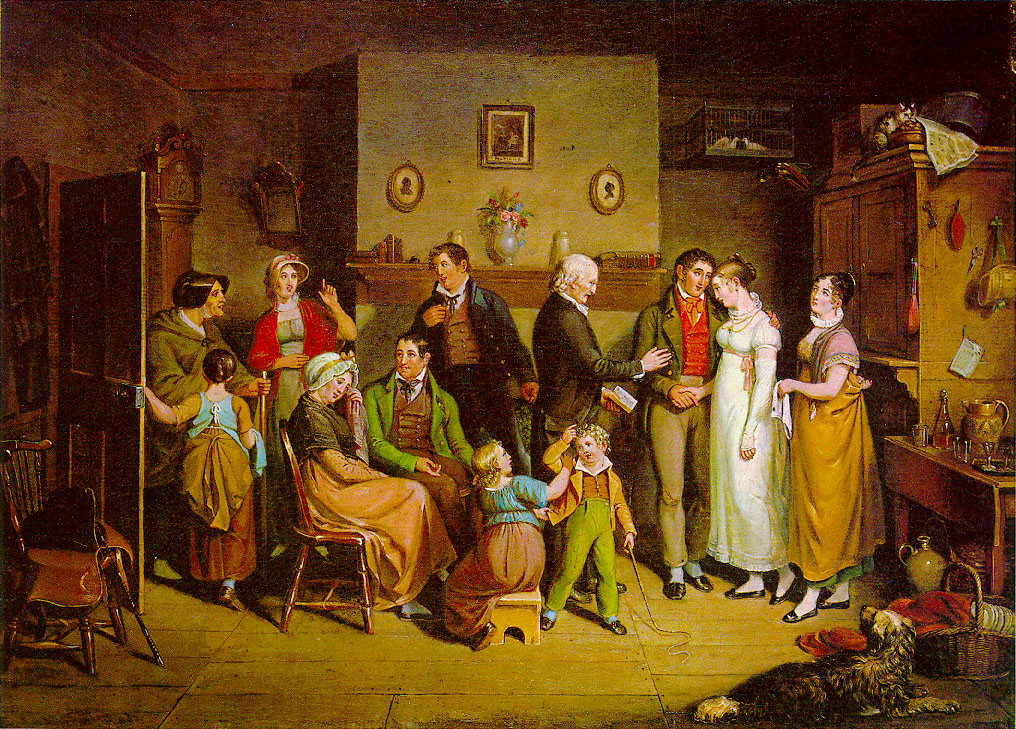
جون لويس كريمل، حفل زفاف ريفي (1820)

مع تراجع الرسم الديني والقصصي في القرن التاسع عشر، وجد الفنانون بشكل متزايد موضوعهم في الحياة من حولهم. الواقعيون مثل غوستاف كوربيه (1819-1877)خالفو التوقعات بتصوير مشاهد يومية في لوحات ضخمة - بالمقياس المخصص تقليديًا للموضوعات «المهمة» - وبالتالي طمس الحدود التي ميزت الرسم النوعي كفئة «ثانوية». تحولت لوحة التاريخ نفسها من التصوير الحصري للأحداث ذات الأهمية العامة الكبيرة إلى تصوير مشاهد النوع في الأوقات التاريخية، كل من اللحظات الخاصة للشخصيات العظيمة، والحياة اليومية للناس العاديين. في الفن الفرنسي كان هذا معروفًا باسم أسلوب Troubador. هذا الاتجاه، واضحة بالفعل 1817 عندما رسم إنجرس الملك هنري الرابع يلعب مع أطفاله، بلغت ذروتها في فن بومبير (pompier art) عل يد الأكاديميين الفرنسيين مثل جان ليون جيروم (1824-1904)، وجان لويس أرنست مايسونير (1815-1891). في النصف الثاني من القرن، ازداد الاهتمام بمشاهد النوع، غالبًا في الأماكن التاريخية أو بالتركيز على قضايا اجتماعية أو أخلاقية محددة، بشكل كبير في جميع أنحاء أوروبا.
ربما كان ويليام باول فريث (1819-1909) أشهر رسامي النوع الإنجليز في العصر الفيكتوري، حيث كان يرسم مشاهد كبيرة ومزدحمة للغاية. كان التوسع في الحجم والطموح في الرسم النوعي للقرن التاسع عشر اتجاهاً شائعاً. ومن بين الرسامين الآخرين من النوع الإنجليزي في القرن التاسع عشر أوغسطس ليوبولد إيغ، وفريدريك دانيال هاردي،  وجورج إلجار هيكس، وويليام هولمان هانت، وجون إيفريت ميليه. أخرجت اسكتلندا اثنين من الرسامين المؤثرين، ديفيد آلان (1744-1796) والسير ديفيد ويلكي (1785-1841). ألهمت لوحة ويلكي المسماة Wilkie's The Cottar's Saturday Night) (1837) عملًا رئيسيًا للرسام الفرنسي غوستاف كوربيه أسماه، بعد العشاء في أورنانز)(بالإنجليزية After Dinner at Ornan).
كما أنتج الرسامون الواقعيون الروس المشهورون مثل بافيل فيدوتوف وفاسيلي بيروف وإيليا ريبين لوحات من الفن.
في ألمانيا، تخصص كارل سبيتزويغ (1808-1885) في مشاهد من النوع الدعائي اللطيف، وفي إيطاليا رسم جيرولامو إندونو (1825-1890) مشاهد للحياة العسكرية. بعد ذلك، رسم الانطباعيون، وكذلك فنانون من القرن العشرين مثل بيير بونارد، وإيشاك هولتز، وإدوارد هوبر، وديفيد بارك، مشاهد من الحياة اليومية. ولكن في سياق الفن الحديث، أصبح مصطلح «الرسم النوعي» مرتبطًا بشكل أساسي بالرسم ذي الطبيعة القصصية أو العاطفية بشكل خاص، والتي يتم رسمها بأسلوب واقعي تقليدي.
أول رسام نوعي في الولايات المتحدة كا ن المهاجر الألماني جون لويس كريمل والذي تعلم من الفنان ويلكي والفنان هوجارث، وأنتج أعمالا نوعية تحتوي على بعض الفكاهة عن الحياة في فيلادلفيا منذ عام 1812 وحتى 1821.وآخرون بارزون مثل جورج كليب بينغهام وويليام سيدني مونت وإيستمان جونسون. وركز هاري روزلاند علي حياة الأفارقة الأمريكيين في فترة ما بعد الحرب الأهلية الأمريكية جنوبا.والنحات جون روجر الذي كانت أعماله النوعية المصنوعة من قوالب الجبس مشهورة جدا في أمريكا.أعمال الرسام الأمريكي إيرني بارنز والمصور نورمان روكويل هي أبسط مثال على أكثر الأعمال حداثة للفن النوعي.

### الفن النوعي في صور أخرى
مطبوعات الأوكييو-إي اليابانية غنية بتصوير الأشخاص في أوقات الفراغ والعمل، وكذلك اللوحات الكورية، وخاصة تلك التي تم إنشاؤها في القرن الثامن عشر.

### معرض اللوحات الفلمنكية

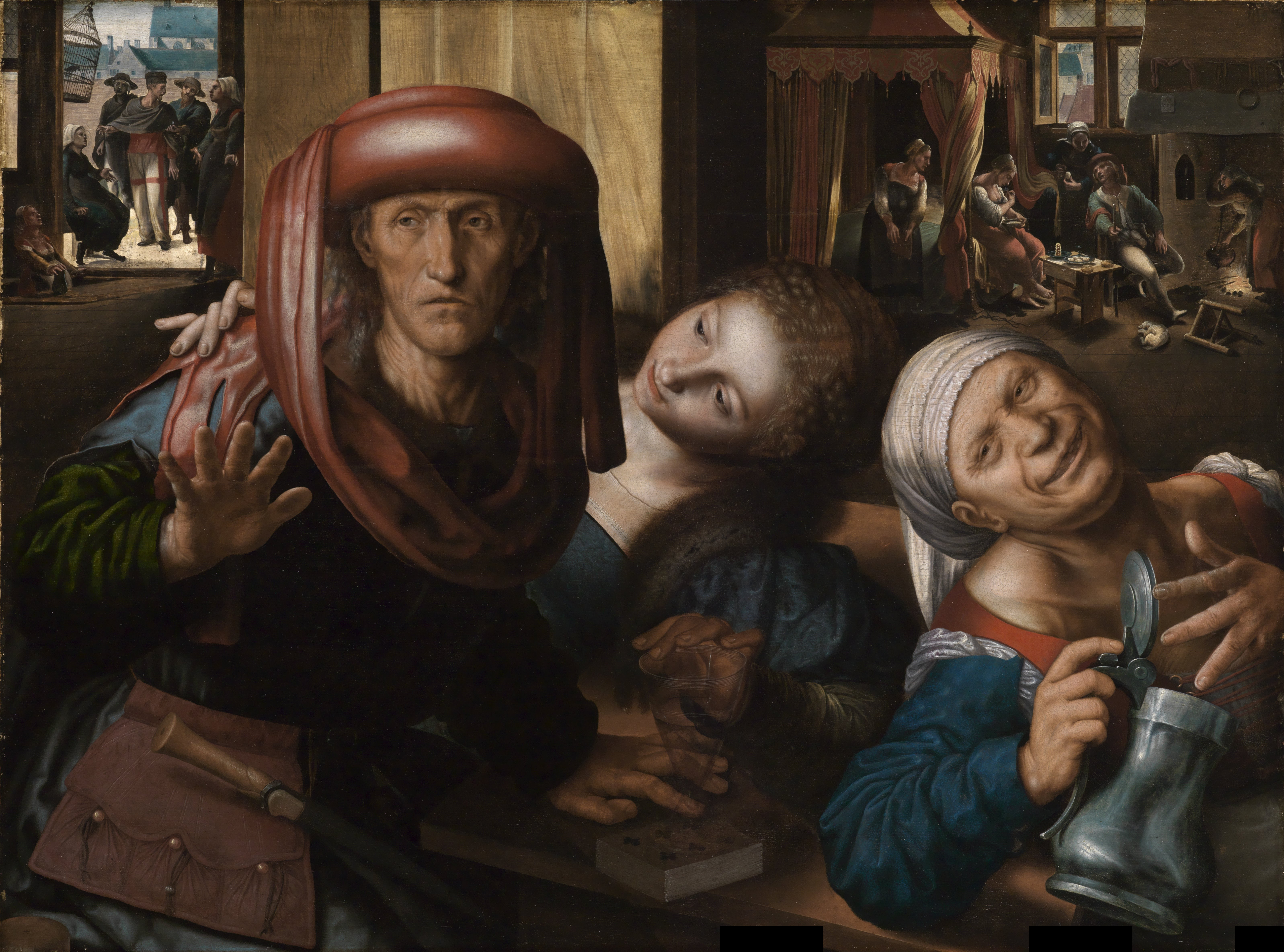
جان ساندرز فان هيمسن  [لغات أخرى]‏ ، بيت دعارة ، حوالي 1545-1550.
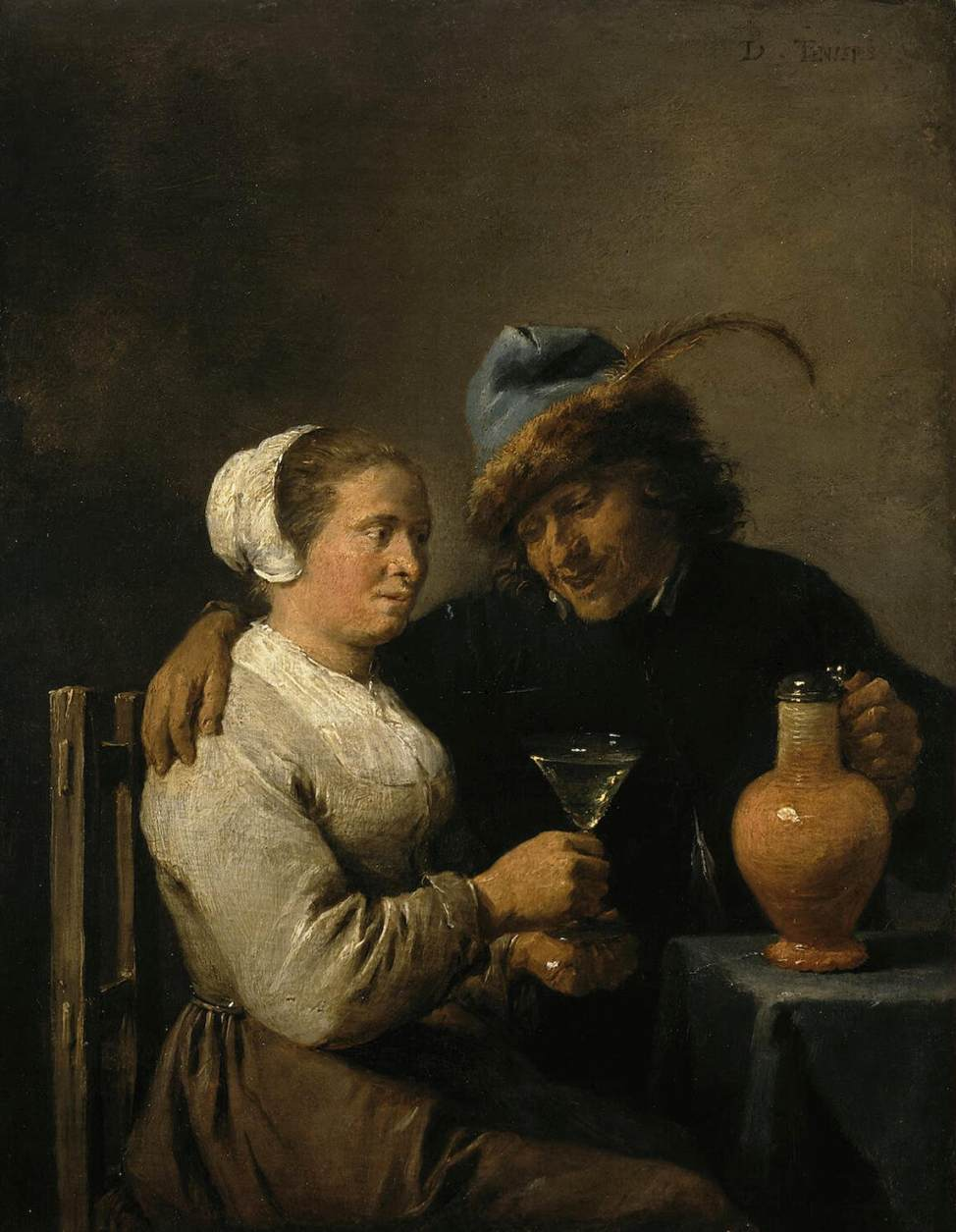
ديفيد تينيرز الأصغر ، مشهد تافرن ، 1640.
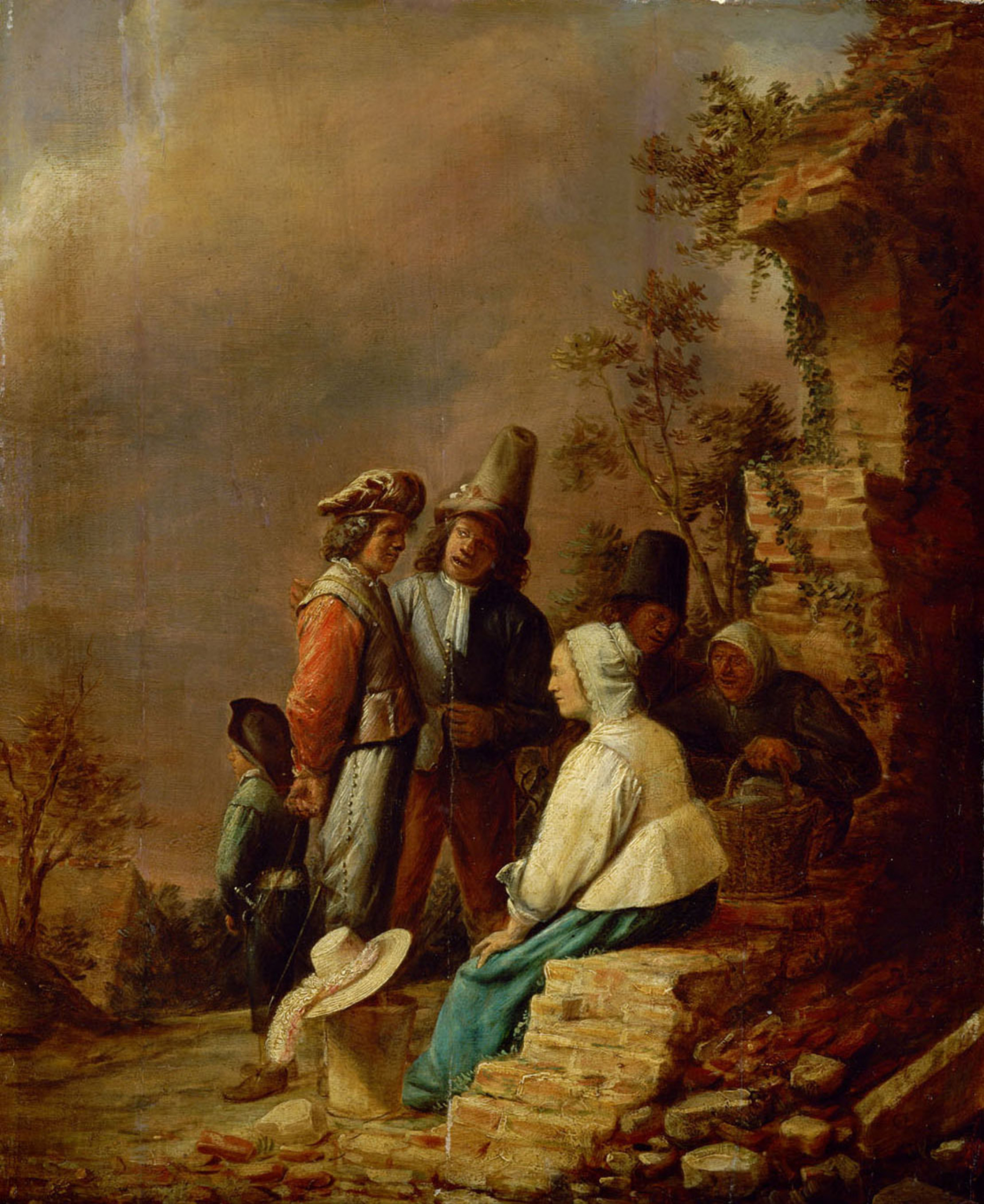
Joos van Craesbeeck ، الجنود والنساء ، أربعينيات القرن السادس عشر

### معرض للوحات النوع الهولندي من القرن السابع عشر

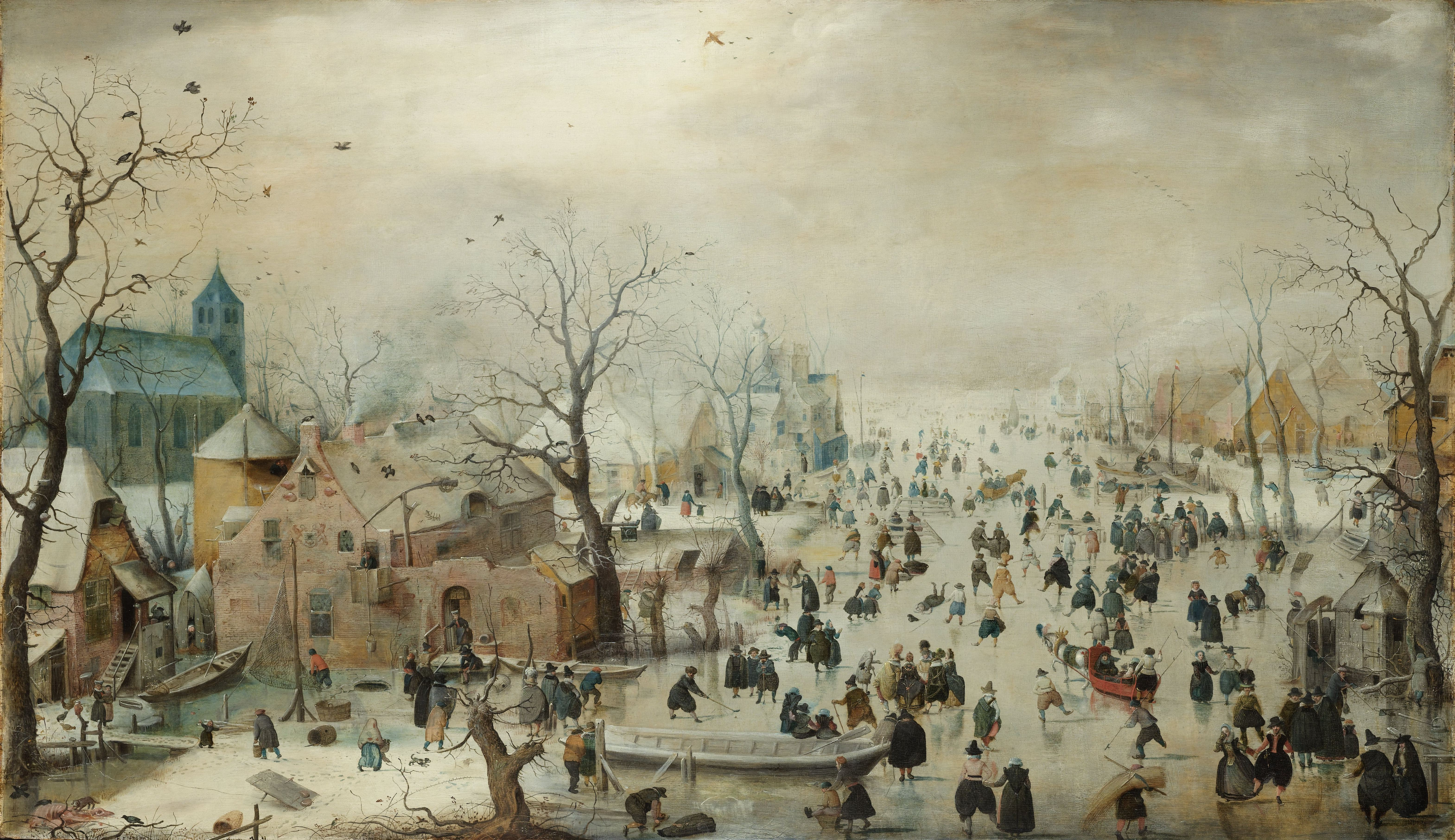
رسم هندريك أفركامب  [لغات أخرى]‏ مشاهد شتوية تقريبًا للحشود.
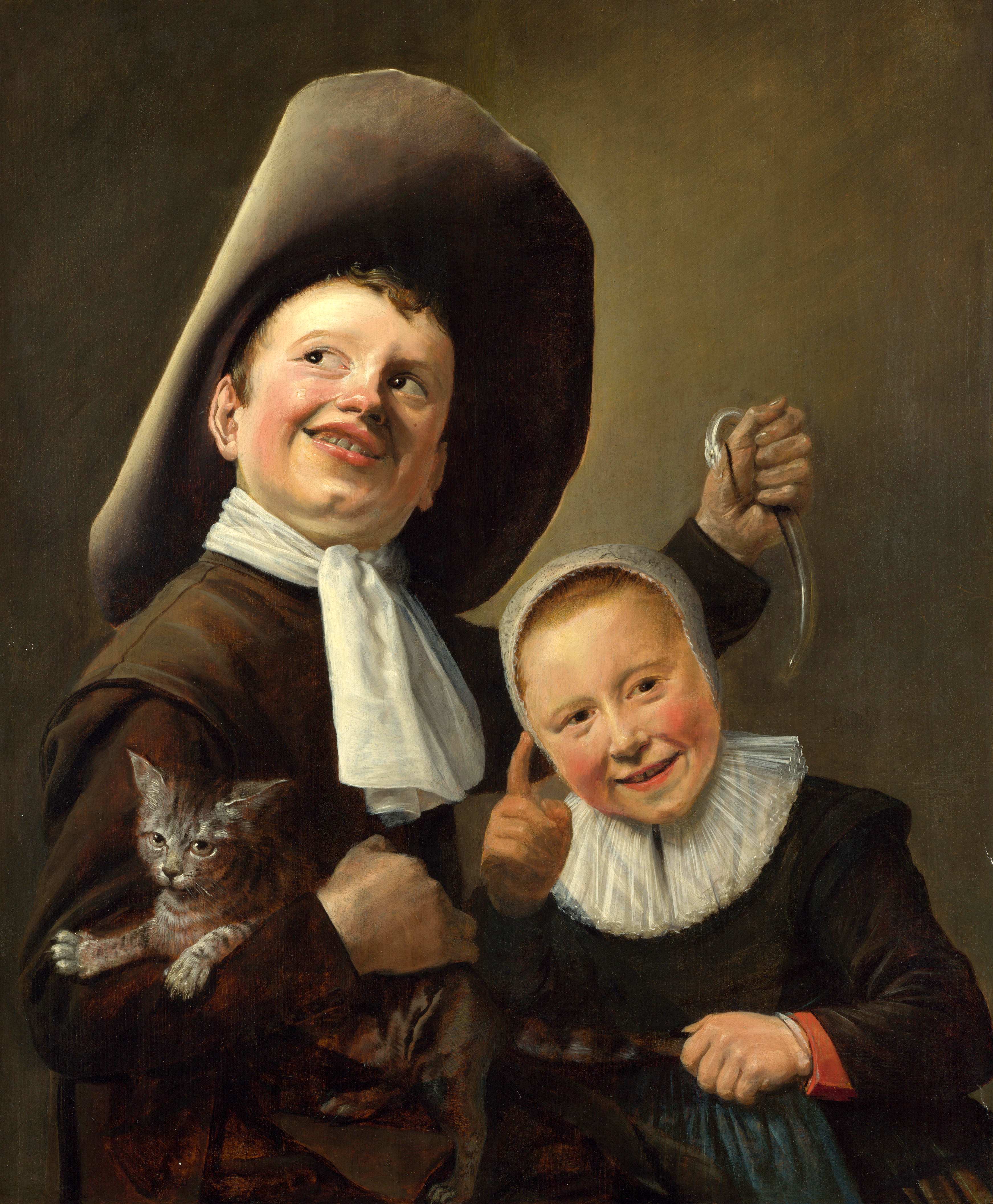
جوديث ليستر ، صبي وفتاة مع قطة وثعبان ، كاليفورنيا. 1635

## التصوير الفوتوغرافي للحياة اليومية

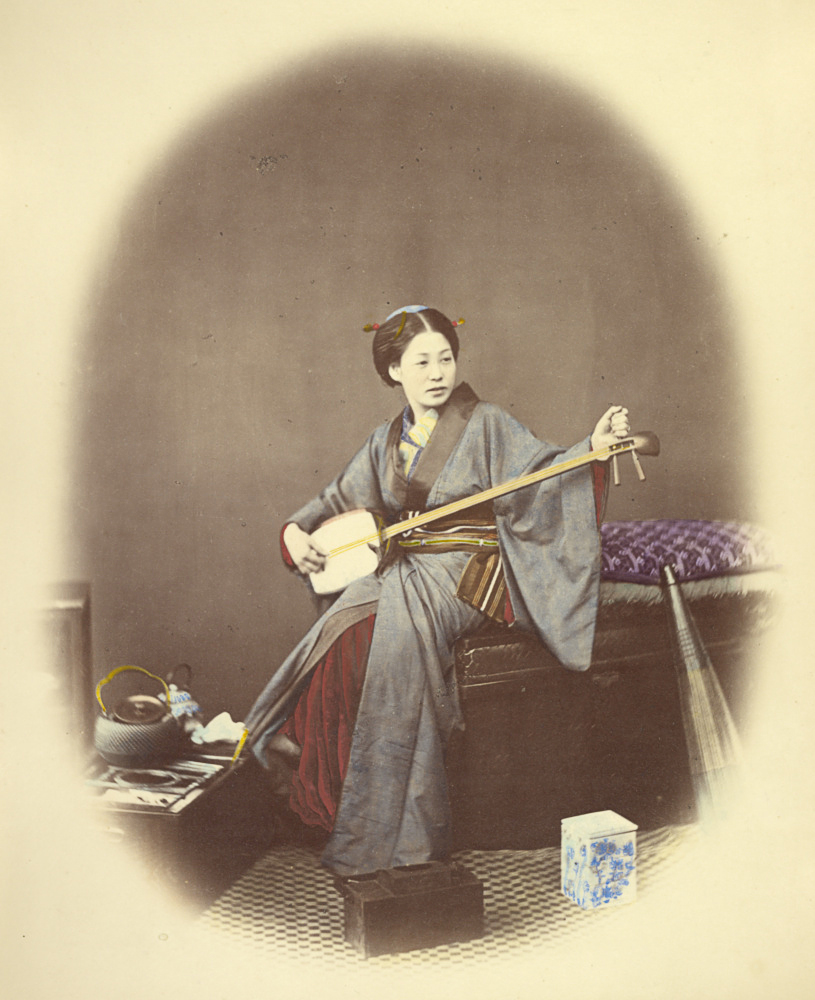
امرأة تعزف على آلة شاميسين، ستينيات القرن التاسع عشر، مطبوعة فضية ملونة يدويا من قبل فيليس بياتو

بينما بدأ الرسم النوعي، في القرن السابع عشر، بتمثيلات الأوروبيين للحياة الأوروبية، تزامن الاختراع والتطور المبكر للتصوير الفوتوغرافي مع أكثر حقبة الإمبريالية الأوروبية اتساعًا وعدوانية، في منتصف وأواخر القرن التاسع عشر، وهكذا. غالبًا ما تصور الصور الفوتوغرافية، التي يتم التقاطها عادةً بالقرب من البعثات العسكرية والعلمية والتجارية، الأشخاص من الثقافات الأخرى التي واجهها الأوروبيون في جميع أنحاء العالم.
على الرغم من أن الفروق غير واضحة، إلا أنه يجب التمييز بين أعمال النوع والدراسات الإثنوغرافية، وهي تمثيلات تصويرية ناتجة عن المراقبة المباشرة والدراسة الوصفية لثقافة وأسلوب حياة مجتمعات معينة، والتي تشكل فئة واحدة من منتجات مثل هذه التخصصات مثل الأنثروبولوجيا والعلوم السلوكية.
إن تطوير تقنية التصوير الفوتوغرافي لجعل الكاميرات محمولة والتعرض الفوري مكّن المصورين من المغامرة خارج الاستوديو لمتابعة أشكال فنية أخرى في تصوير الحياة اليومية. أصبحت هذه الفئة تُعرف باسم تصوير الشوارع.